# Acanthus dioscoridis
Acanthus dioscoridis är en akantusväxtart som beskrevs av Carl von Linné. Acanthus dioscoridis ingår i släktet akantusar, och familjen akantusväxter.

## Underarter
Arten delas in i följande underarter:
- A. d. brevicaulis
- A. d. laciniatus
- A. d. perringii